# Liebig's Extract of Meat Company

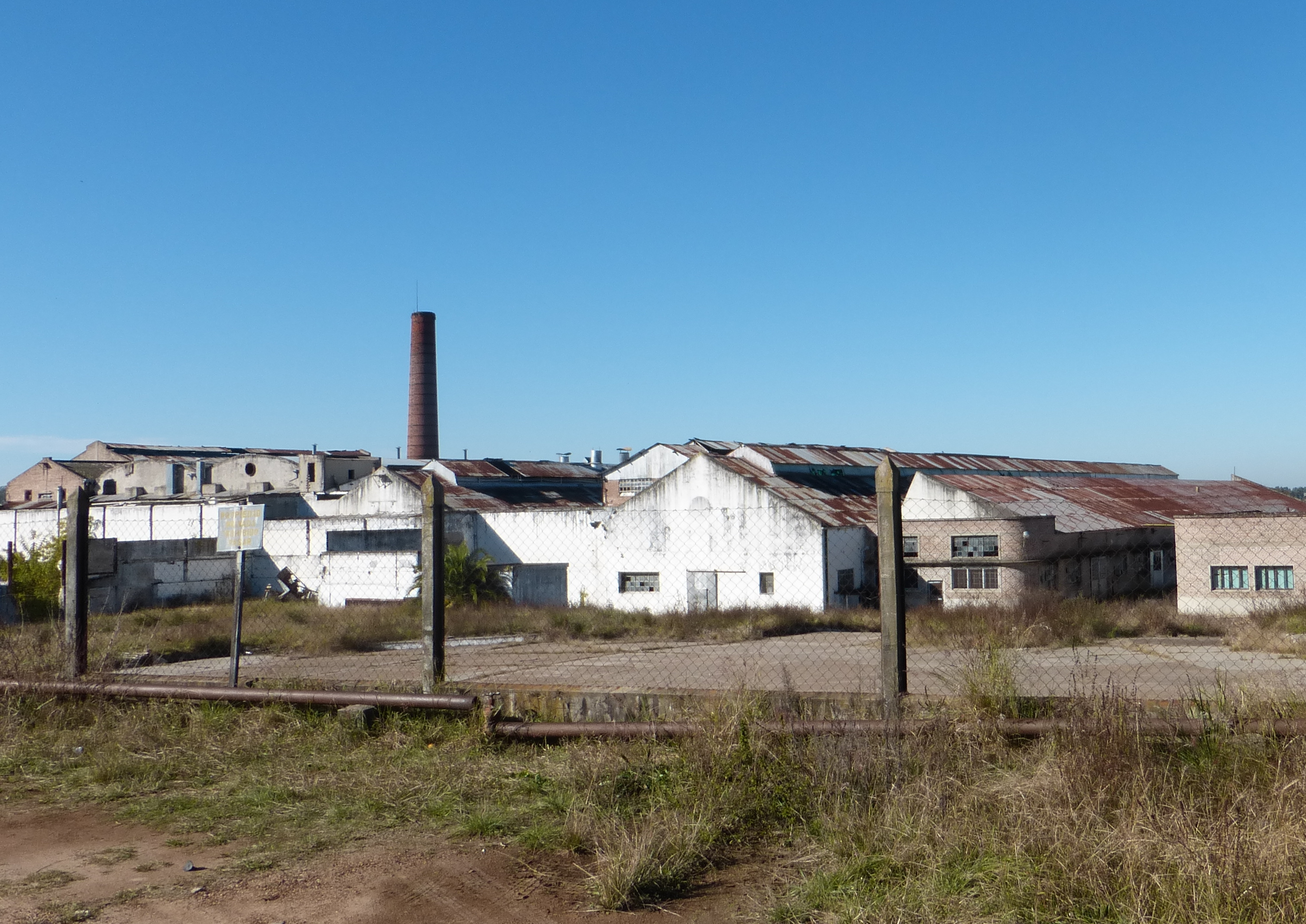
Vista de la fábrica abandonada de Pueblo Liebig, Argentina.

La Liebig's Extract of Meat Company (Lemco) fue una industria cárnica de gran importancia entre fines del siglo XIX y principios del XX. 

## Historia
Tomaba su nombre de Justus von Liebig, el cual ejercía su profesión como químico y se le atribuye el descubrimiento del extracto de carne en 1840.
El 4 de diciembre de 1865, en Londres, se establece la Liebig's Extract of Meat Company (Lemco); poco tiempo antes, en 1863, el ingeniero belga George Christian Giebert había creado en las cercanías de la población de Fray Bentos, sobre el río Uruguay, la Societé de Fray Bentos Giebert & Cie. En la misma se elaboraba el extracto de carne con el ganado uruguayo. La fábrica estaba ubicada contiguo a  Villa Independencia, que tiempo después sería renombrada Fray Bentos y que hoy es la capital del departamento uruguayo de Río Negro.
La Liebig Company comenzó en 1873 la producción de corned beef que se vendía a todo el mundo con la marca Fray Bentos. La Liebig's Extract of Meat Company fue adquirida por el grupo Vestey en 1924 y la fábrica fue renombrada Frigorífico Anglo del Uruguay.
También tuvo gran presencia en Uruguay, procesando y exportando alimentos durante muchos años. Como dato adicional cabe consignar que en las cercanías de la fábrica se formó un barrio que subsiste hasta nuestros días, conocido como Barrio Anglo de Fray Bentos. Otro dato a tener en cuenta es que en 1906 se formó el Liebig Football Club, que continúa jugando con el nombre Anglo Fútbol Club. La fábrica cerró a finales de los años 1970 y hoy todo es propiedad de la Intendencia de Río Negro (gobierno departamental) que ha favorecido la declaración de Patrimonio Histórico Nacional a todo este entorno. Actualmente, bajo la coordinación de una Comisión de Gestión, integrada por la Intendencia, la Comisión de Patrimonio Cultural de la Nación y el Ministerio de Ordenamiento Territorial y Medio Ambiente, se gestiona este sitio que se está proponiendo en futuro cercano a UNESCO como Patrimonio de la Humanidad.